# 貢德語
貢德語（Gōṇḍī），其使用者自稱為科伊圖爾語（Kōī, Kōītōr），屬於中南達羅毗荼語支，約有三百萬貢德人使用，主要分佈於印度的中央邦、馬哈拉施特拉邦、恰蒂斯加爾邦、安德拉邦、特倫甘納邦等邦及周邊少數地區。雖然是貢德人的民族語言，但現時僅有五分之一貢德人使用，屬高度瀕危語言。貢德語擁有豐富的民間文學，例如婚禮歌謠和敘事詩。貢德人在民族上與泰盧固人有親緣關係，貢德語是使用人數最多的達羅毗荼小語種。

## 瀕危狀況
雖然2011年印度人口普查顯示自認為貢德人者有近1300萬，但其中僅298萬人登記以貢德語為母語。現時較大的貢德語社群分佈於：中央邦東南部（貝圖爾、欽德瓦拉、塞奧尼、巴拉加特、曼德拉、丁多里及賈巴爾普爾各縣）、馬哈拉施特拉邦東部（阿姆勞蒂、那格浦爾、亞瓦特馬爾、錢德拉布爾、加德奇羅利及貢迪亞各縣）、特倫甘納邦北部（阿迪拉巴德、科馬拉姆·比姆及巴德拉德里·科塔古登各縣）、恰蒂斯加爾邦巴斯塔爾專區與奧里薩邦納巴蘭普爾縣。
這種現象源於貢德人（尤其是北部族群）大規模轉用周邊主流語言。早於1920年代，已有半數貢德人完全放棄使用該語言。由於印地語、恰蒂斯加爾語、馬拉地語及奧里亞語在教育及就業上的優勢地位，貢德語面臨嚴重生存壓力。為改善生活條件，貢德家庭往往改採這些強勢語言，其子女亦成為單語者。1970年代的研究已發現，在與外界接觸較多的地區，年輕一代貢德人視母語為過時產物而停止使用。長期語言接觸導致貢德語在詞彙、語法及句法上大量借鑒印度-雅利安語系元素。例如在阿努普爾縣的調查發現，當地所謂「鄉土語」（dehati bhasha）實際是印地語與恰蒂斯加爾語的混合體而非貢德語。不過該調查亦顯示，年輕貢德人對使用及拯救母語持積極態度。另一項跨地區調查顯示，雖然年輕族群對發展母語的熱情較低，但仍有相當比例願意參與相關工作。現有的語言復興嘗試包括出版兒童讀物及製作網絡影片。

## 詞源考證
外界使用的「Gond」一詞來源尚無定論。有學者認為其源自達羅毗荼語「kond」（意為「山地」），與奧里薩邦的孔德人（Khonds）稱呼同源。
另一理論見於《世界文化與日常生活百科全書》第三卷，認為該名稱由16-18世紀的蒙兀兒帝國所賜。蒙兀兒人最早使用「Gond」（意為「山民」）指稱這個族群。
貢德人自稱「Koitur」（Kōītōr）或「Koi」（Kōī），其詞源同樣未有定論。

## 語言特徵
貢德語採用雙性別系統，名詞分為陽性與非陽性。其發展出送氣音，與祖語原始達羅毗荼語產生差異。

## 音系

### 子音
|              |          | 雙唇音 | 齒音/ 齒齦音 | 捲舌音 | 齒後音/ 硬顎音 | 軟顎音 | 聲門音 |
| ------------ | -------- | ------ | ------------ | ------ | -------------- | ------ | ------ |
| 鼻音         | 鼻音     | m      | n            | (ɳ)    | (ɲ)            | ŋ      |        |
| 塞音/ 塞擦音 | 清音     | p      | t            | ʈ      | tʃ             | k      |        |
| 塞音/ 塞擦音 | 送氣音   | pʰ     | tʰ           | ʈʰ     | tʃʰ            | kʰ     |        |
| 塞音/ 塞擦音 | 濁音     | b      | d            | ɖ      | dʒ             | ɡ      |        |
| 塞音/ 塞擦音 | 氣聲音   | bʱ     | dʱ           | ɖʱ     | dʒʱ            | ɡʱ     |        |
| 擦音         | 擦音     | v      | s            | (ʂ)    |                |        | h      |
| 近音         | 中央近音 | (w)    |              |        | j              |        |        |
| 近音         | 邊音     |        | l            |        |                |        |        |
| 閃音         | 閃音     |        | ɾ            | ɽ      |                |        |        |

- 音位 /tʃ tʃʰ dʒ dʒʱ/ 在某些方言中，於非前元音前會發為齒齦-硬顎音 [tɕ tɕʰ dʑ dʑʱ]。
- /s/ 在 /ʈ/ 前會實現為捲舌擦音 [ʂ]。
- /ɾ/ 可自由變化為顫音 [r]。
- /n/ 在齒音前為齒鼻音 [n̪]，在硬顎塞擦音前為硬顎鼻音 [ɲ]，在捲舌塞音前為捲舌鼻音 [ɳ]，其餘情況為齒齦鼻音 [n]。
- /v/ 在圓唇元音前會實現為近音 [w]。[10]
- 除了 /ɽ, ɾ, s, h/ 外，其他子音在詞中間可出現為單音或雙音。
- 在南部和東南部方言中，詞首 s 音有時會變為 h，甚至消失。[11]
- Hill-Maṛia 方言中出現了小舌音 /ʁ/，與其他達羅毗荼語的 r̠ 音或原始達羅毗荼語的 *t̠ 對應，並與齒齦音 r（對應原始 *r）形成對立。[11]

### 元音
|        | 前元音 | 前元音 | 中央元音 | 中央元音 | 後元音 | 後元音 |
| 短     | 長     | 短     | 長       | 短       | 長     |        |
| ------ | ------ | ------ | -------- | -------- | ------ | ------ |
| 高元音 | i      | iː     |          |          | u      | uː     |
| 中元音 | e      | eː     |          |          | o      | oː     |
| 低元音 |        |        | a        | aː       |        |        |

## 形態學

### 名詞
貢德語通過派生後綴標記特定詞彙的性：陽性用-a:l和-o:r，陰性用-a:r。複數後綴亦分陰陽：陽性名詞多用-r，以-e結尾者用-ir，以-o或-or結尾者用-ur。例如：
kānḍī（男孩）→ kānḍīr（男孩們）
kallē（小偷）→ kallīr（小偷們）
tottōr（祖先）→ tottūr（祖先們）
以上均為陽性名詞。
非陽性名詞的複數後綴更多樣：-n、-ik、-k及零形式-ɸ。
添加格標記前，所有名詞需先接斜格標記，包括-d-、-t-、-n-、-ṭ-及-ɸ。
例如：
kay-d-e（在手中）
貢德語擁有多種格標記：
屬格標記為-na、-va、-a。
-na用於na:r（村莊）後
-va用於人稱代詞及反身代詞後
其餘情況用-a

## 範例文本
以下文本節錄自《世界人權宣言》第一條。

### 英文原文
All human beings are born free and equal in dignity and rights. They are endowed with reason and conscience and should act towards one another in a spirit of brotherhood.

### 轉寫（ISO 15919）
Sab māne kun gaurav aru adhikār nā māmlā tē janamjāt sutantartā aru barābar tā hak puṭtāla. Aven bhāyi lehkā māne māsi bevhār kiyānā ānda.

## 方言
多數貢德語方言尚未得到充分記錄與研究。主要方言包括多爾拉語、科亞語、馬迪亞語、穆里亞語及拉吉貢德語。西北方言與東南方言在音系上有基本差異：原始詞首的s在西北方言中保留，在東南方言中則變為h甚至完全脫落；其他方言差異包括r與l的詞首交替，以及e、o向a的轉變。
2015年，原「南貢德語」ISO 639代碼「ggo」被廢止，拆分為阿赫里貢德語（esg）與阿迪拉巴德貢德語（wsg）兩個代碼。

## 文字系統
貢德文字可分為兩類：自創文字與借用文字。由於缺乏廣泛使用的原生文字，貢德語常以天城文及泰盧固文書寫。1928年，Munshi Mangal Singh Masaram參照婆羅米系文字設計了一套符合印度元音附標文字特性的原生文字，但未獲廣泛採用，現正進行Unicode編碼。多數貢德人仍為文盲。2015年，海得拉巴大學研究團隊發現一種可追溯至1750年的原生文字，通常以發現地命名為貢賈拉貢德文。據印度馬哈拉施特拉東方手稿圖書館與研究中心記載，已發現十餘份該文字手稿。目前正在貢德村落推廣該文字，印度北部安德拉邦的相關支持工作尤為積極。

## 延伸閱讀
- Beine, David K. 1994. A Sociolinguistic Survey of the Gondi-speaking Communities of Central India. M.A. thesis. San Diego State University. 516 p.
- Chenevix Trench, Charles. Grammar of Gondi: As Spoken in the Betul District, Central Provinces, India; with Vocabulary, Folk-Tales, Stories and Songs of the Gonds / Volume 1 - Grammar. Madras: Government Press, 1919.
- Hivale, Shamrao, and Verrier Elwin. Songs of the Forest; The Folk Poetry of the Gonds. London: G. Allen & Unwin, ltd, 1935.
- Moss, Clement F. An Introduction to the Grammar of the Gondi Language. [Jubbalpore?]: Literature Committee of the Evangelical National Missionary Society of Sweden, 1950.
- Pagdi, Setumadhava Rao. A Grammar of the Gondi Language. [Hyderabad-Dn: s.n, 1954.
- Subrahmanyam, P. S. Descriptive Grammar of Gondi Annamalainagar: Annamalai University, 1968.

## 外部連結
- 貢德語版《浪子回頭》寓言（1917年錄音）
- 貢德部落語言樣本
- 貢德語-英語-印地語-馬拉地語-泰盧固語詞典